# خافيير بينيلوس
خافيير بينيلوس (بالإسبانية: Francisco Javier Pinillos)‏ هو لاعب كرة قدم ومدرب كرة قدم إسباني في مركز حراسة المرمى، ولد في 26 أكتوبر 1969 في سانتاندير في إسبانيا. لعب مع بونفيرادينا وراسينغ سانتاندير ولوغرونيس ونادي بورغوس ونادي سمورة.